# أراجيح بول
أراجيح بول (بالفرنسية: Pol Swings) (و. 1906 – 1983 م) هو عالم فلك، وأستاذ جامعي، وفيزيائي من بلجيكا. ولد في رانسارت. كان عضوًا في الأكاديمية الفرنسية للعلوم، والأكاديمية الأمريكية للفنون والعلوم.
توفي عن عمر يناهز 77 عاماً.

## التعليم
تعلم في جامعة لياج.

## جوائز
حصل على جوائز منها:
- Francqui Prize [الإنجليزية]‏ (1948).